# Hennadij Lytovčenko
Hennadij Volodymyrovyč Lytovčenko (in ucraino Геннадій Володимирович Литовченко?; in russo Геннадий Владимирович Литовченко?, Gennadij Vladimirovič Litovčenko; traslitterazione anglosassone Hennadiy Volodymyrovych Lytovchenko; Dniprodzeržyns'k, 11 settembre 1963) è un allenatore di calcio ed ex calciatore ucraino, fino al 1991 sovietico, di ruolo centrocampista.
Durante la sua carriera, ha trascorso diversi anni giocando assieme a Protasov: Lytovčenko ha vestito le maglie di Dnepr, Dinamo Kiev, Olympiakos e Admira Wacker, vincendo due titoli sovietici, una Coppa dell'URSS, una Coppa delle Federazioni sovietiche, una Coppa greca e venendo eletto miglior calciatore sovietico e ucraino nel 1984, appena dopo la vittoria del campionato sovietico con il Dnepr. Votato al calcio laboratorio di Lobanovskij, ha giocato due Mondiali (1986 e 1990) e un Europeo (1988), per il quale ancora oggi è ricordato il primo dei due gol nella semifinale contro l'Italia che eliminò gli Azzurri, consentendo ai sovietici di andare in finale contro l'Olanda, incontro poi perso 2-0.

## Caratteristiche tecniche
Interditore dai piedi buoni, era calcisticamente «cattivo» e aveva un buon tiro. Spesso schierato come esterno destro nel 4-5-1 di Lobanovskij, come il Colonnello fece a Euro 1988, era molto veloce, ottimo assist-man, un giocatore di quantità, che con gli anni ha costruito un feeling con il centravanti Oleh Protasov, compagno di squadra al Dnepr, alla Dinamo Kiev e all'Olympiakos, oltre ad aver giocato spesso con lui nella Nazionale sovietica.

## Carriera

### Club

#### In patria: Dnepr e Dinamo Kiev
Nel 1981 fa il suo esordio con il Dnepr, club di massima divisione sovietica. Il 20 giugno 1981 realizza la sua prima rete in carriera, segnando il 3-2 parziale nella sconfitta contro il Neftçi Baku (4-2). La squadra chiude il campionato all'ottavo posto. Il Coppa il club esce subito nella fase a gironi, terminando all'ultimo posto nel quarto raggruppamento. L'11 settembre 1982, alla ventiseiesima giornata, Lytovčenko firma il suo primo gol stagionale, realizzando l'unica rete del club contro la Dinamo Tbilisi (3-1). Sette giorni dopo decide l'incontro sul Chernomorets (1-0). Tre giorni dopo va ancora a segno, questa volta a Leningrado, contro lo Zenit (2-1), segnando la sua terza rete in undici giorni. In Coppa, dopo aver superato agevolmente la fase a gironi, il Dnepr elimina SKA R/D (1-0) e Fakel (1-2), arrendendosi in semifinale alla Torpedo Mosca (2-0). Il primo luglio 1983 firma la prima rete stagionale, andando in gol contro il Chernomorets (2-0). Il primo settembre seguente realizza una doppietta contro la Dinamo Mosca, terminando la stagione con 24 presenze e 5 reti, divenendo uno dei protagonisti del successo del club nel torneo sovietico, il primo nella storia del Dnepr. Dopo aver eliminato la Lokomotiv Mosca (2-0) al secondo turno di Coppa, Lytovčenko realizza un gol contro la Torpedo Mosca (3-1) ma ai quarti il club esce contro un'altra società capitolina, il CSKA (2-1). Alla settima giornata, il 29 aprile 1984, Lytovčenko realizza il suo primo gol dell'anno, concludendo la stagione con 7 reti mentre il Dnepr termina il campionato in terza posizione. Nella prima delle due Coppe stagionali, realizza un gol al secondo turno contro il Kuzbass Kemerovo (3-2), prima di uscire al turno successivo contro la Dinamo Mosca (1-2). Nella seconda Coppa stagionale, Lytovčenko decide la sfida contro la Torpedo Mosca (0-1) al quarto turno. In semifinale il Dnepr è estromesso dallo Šachtar Donec'k (2-1).
Il 19 settembre 1984 fa il suo esordio nelle competizioni UEFA per club giocando contro il Trabzonspor a Trebisonda (1-0). Il 3 ottobre seguente firma una doppietta nella partita di ritorno (3-0), consentendo ai sovietici di passare il turno. Il 24 ottobre seguente va in gol contro il Levski-Spartak (3-1), superato nel ritorno grazie alla regola dei gol fuori casa. Il Dnepr raggiunge i quarti di finale, dov'è il Bordeaux (2-2, 5-3 ai rigori) a porre fine al cammino dei sovietici. Lytovčenko si piazza sesto nella classifica marcatori. Il 5 aprile 1985 sigla la prima rete stagionale segnando contro lo Žalgiris Vilnius (5-0). In Coppa il Dnepr esce subito contro il Kolos Nikopol' (2-1). In Coppa UEFA sigla una rete ad Aue contro il Wismut (1-3). Segna anche contro il PSV (2-2), contribuendo al passaggio del turno da parte dei sovietici, che agli ottavi di finale cedono con un complessivo 3-0 agli jugoslavi dell'Hajduk Spalato: in questi incontri Lytovčenko scende spesso in campo indossando la fascia di capitano. Il 27 aprile 1986 sigla la prima marcatura stagionale contro la Torpedo Mosca (1-1) e a fine stagione il club chiude undicesimo. Nella Coppa dell'URSS il Dnepr esce al terzo turno contro il Metalurh Zaporižžja (2-1). In Coppa UEFA il Dnepr è sorteggiato contro il Legia Varsavia: al termine dei due incontri, i polacchi accedono al turno successivo in virtù dell'1-0 ottenuto a Varsavia. A fine stagione il club conquista la Coppa delle Federazioni sovietiche battendo in finale lo Zenit Leningrado 2-0. Il 14 marzo 1987, alla seconda giornata, Lytovčenko va in gol contro lo Zenit Leningrado (6-1). Il 22 giugno decide l'incontro sul Neftçi Baku (1-0). Termina la sua ultima stagione al Dnepr con 6 reti in 28 incontri di campionato. Nella Coppa sovietica realizza una rete nella goleada contro l'Uralan (10-0). Nel turno seguente firma due reti contro l'Ararat andando in gol sia all'andata (3-1) sia al ritorno (1-4), segnando proprio l'ultimo gol che consente al Dnepr di passare il turno; il club supera anche la Dinamo Tbilisi (2-1) ai quarti di finale ma in semifinale si deve arrendere alla Torpedo Mosca (1-0 ai tempi supplementari).
A fine stagione Lytovčenko si trasferisce assieme al compagno di squadra Protasov alla Dinamo Kiev. Alla prima giornata affronta la sua ex squadra, il Dnepr, e lo scontro si conclude 0-0. Realizza il suo primo gol con la nuova maglia, il 9 aprile 1988 contro il Metalist (3-0). Il 22 maggio decide la partita contro la Lokomotiv Mosca (1-0). La Dinamo Kiev è al secondo posto in campionato, dietro il Dnepr. In Coppa la squadra si fa escludere agli ottavi di finale, nella prima edizione del torneo con una gara di andata e ritorno, contro il Rotor, sconfitto in casa 3-2 ma vincente a Volgograd per 2-0. L'11 marzo 1989, alla prima giornata di campionato, va a segno contro la Dinamo Tbilisi (2-2). Il 30 marzo successivo firma una doppietta contro il Chornomorets (4-0). Termina il torneo sovietico con 7 gol in 29 presenze. La società di Kiev conclude il campionato sovietico in terza posizione e in Coppa dell'URSS la squadra elimina Guria Lanchkhuti (3-2 complessivo, un gol di Lytovčenko all'andata), Žalgiris Vilnius (3-1) e Torpedo Kutaisi (3-0), raggiungendo la semifinale dove la Torpedo Mosca elimina la società di Kiev per 2-0. Nel 1990, in un campionato ridotto a 24 giornate e 14 squadre, la Dinamo Kiev si laurea per la tredicesima volta campione d'Unione Sovietica: Lytovčenko si rende protagonista di quest'annata segnando 6 gol e giocando tutte le partite del torneo. La prima rete è datata 31 marzo 1990, contro il Chornomorets (0-3), la squadra alla quale ha siglato più gol in carriera; il 15 settembre 1990 mette a segno due reti contro il Metalist (2-0). In Coppa dell'URSS la Dinamo Kiev sconfigge il Qairat al terzo turno con un complessivo 1-4, agli ottavi supera la Dinamo Tbilisi (1-0), ai quarti esclude il Metalist (0-1), in semifinale elimina il CSKA Mosca (2-4) e in finale la Dinamo Kiev batte anche la Lokomotiv Mosca per 1-6 - Lytovčenko segna un gol - aggiudicandosi il torneo. Nel suo ultimo anno a Kiev disputa la Coppa UEFA 1989-1990: dopo aver eliminato MTK (6-1) e Baník Ostrava (4-1, Lytovčenko realizza una rete), i sovietici sono estromessi dalla Fiorentina (1-0).

#### Gli ultimi anni di carriera: dall'Olympiakos al ritorno in Ucraina
Nell'estate 1990, l'Olympiakos guidato in panchina da Oleh Blochin acquista i sovietici Protasov, con cui aveva giocato sia al Dnepr sia alla Dinamo Kiev, oltreché nell'URSS, Jurij Savičev (dalla Torpedo Mosca) e lo stesso Lytovčenko, nonostante all'epoca i calciatori sovietici sotto i 28 anni non potessero trasferirsi dall'Unione Sovietica. In campionato il centrocampista sovietico segna un solo gol e l'Olympiakos termina secondo alle spalle del Panathīnaïkos, e in Coppa è estromesso al secondo turno dal PAOK: nonostante il 2-0 ad Atene, nel ritorno a Salonicco il PAOK ribalta il punteggio e vince 3-0. Nella stagione seguente realizza 6 centri in campionato: l'Olympiakos giunge secondo, alle spalle dell'AEK Atene. In Coppa di Grecia, firma un gol nell'8-2 control'Atromitos Peristeri (l'Olympiakos aveva superato il turno precedente contro il Panathinaikos (1-1) grazie alla regola dei gol in trasferta. In finale, contro il PAOK, Lytovčenko segna ancora, consentendo al club del Pireo di vincere il trofeo con un complessivo 3-1. In Coppa delle Coppe UEFA, il centrocampista sovietico esordisce nelle competizioni europee con i greci il 16 settembre 1992 affrontando il Chornomorets (3-1 complessivo). L'Olympiakos supera anche il Monaco (1-0) prima di essere eliminato dall'Atlético Madrid (2-4). Al suo terzo e ultimo anno in Grecia, il centrocampista segna 2 gol e la società del Pireo chiude il torneo greco in terza posizione mentre in Coppa, dopo aver eliminato Pierikos Katerinis (5-2), Olympiakos Volos (3-1), Doxa Drama (3-0) e AEK Atene (3-3, regola dei gol fuori casa), l'Olympiakos perde la finale unica contro il Panathinaikos 1-0.
A fine stagione Blochin lascia la panchina della società ateniese e Lytovčenko decide di ritornare in patria, giocando nella terza serie ucraina. Dopo mezza stagione, nel gennaio 1994 si trasferisce in Austria. Alla sua prima stagione segna un gol in 10 incontri di campionato, mentre in Coppa il club supera Traun (1-0), Rapid Vienna e SAK Klagenfurt (2-0, gol Lytovčenko), raggiungendo la semifinale, persa 5-0 contro l'Austria Vienna. Nella sua seconda annata austriaca, con l'Admira Wacker guidato da Didi Constantini, che gioca con un 3-5-2, squadra della quale Lytovčenko è il miglior calciatore, affronta la Juventus in Coppa UEFA giocando bene sia a Torino (2-1) e in Austria (1-3): in quest'ultima sfida Lytovčenko è schierato in attacco a fianco di Klausz, calciando la punizione dalla quale nasce il gol bandiera degli austriaci nella ripresa. Nella Coppa d'Austria l'Admira Wacker estromette il SV Langenrohr (3-7) ma esce a sorpresa al terzo turno contro il Favoritner AC (1-0). Nel gennaio 1995 si trasferisce a Cipro, per giocare con la divisa dell'AEL Limassol: termina la stagione con 8 presenze e 3 gol, ritornando in patria nel luglio 1995 per chiudere la carriera a Odessa, tra le file del Chornomorets. In Coppa il Chornomorets esce subito contro il Kirovohrad (1-0), ma in campionato il club sfiora il titolo, vinto dalla sua ex Dinamo Kiev per 5 punti.
Totalizza circa 450 presenze e poco meno di 100 gol in tutte le competizioni.

### Nazionale

Lytovčenko (in piedi, secondo da sinistra) con la nazionale sovietica nel 1988

Ha militato nella Nazionale sovietica e in quella dell'Ucraina, giocando i Mondiali 1986 e 1990 e l'Europeo 1988.
Nel 1983 è selezionato dall'Under-20 sovietica per giocare il Mondiale di categoria: in questa competizione, dove ritrova il compagno di squadra Protasov (entrambi al Dnepr), sigla una rete al Brasile U-20, realizzando l'1-2 che però non basta a salvare l'Unione Sovietica, ultima nel girone ed eliminata dal torneo.
Con Protasov, l'esterno sovietico ha in comune anche l'esordio ufficiale con l'URSS, datato 28 marzo 1984 contro la Germania Ovest (2-1), sfida nella quale segna l'unica rete per l'URSS. Segna il suo primo gol ufficiale il 10 ottobre 1984 contro la Norvegia (1-1), in una sfida valida per il sesto raggruppamento delle qualificazioni UEFA al Mondiale 1986. Nel Mondiale messicano, gioca solo la sfida contro il Canada (2-0) nella fase a gironi, pur essendo titolare. L'URSS raggiunge gli ottavi, dove non basta una tripletta di Belanov a evitare la sconfitta contro il Belgio (3-4).
All'Europeo 1988 l'Unione Sovietica vince il gruppo B davanti a Paesi Bassi, Irlanda e Inghilterra; salta la sfida dei quarti di finale contro la Nazionale irlandese per squalifica e in semifinale i sovietici affrontano la seconda classificata del girone A, l'Italia (2-0), che è sconfitta nella ripresa da due reti in rapida successione tra il 60' e il 62', il primo ad opera dello stesso Lytovčenko e la seconda di Protasov. In finale, contro l'Olanda di Ronald Koeman e del trio Frank Rijkaard, Ruud Gullit, Marco van Basten - che diverrà famoso nel Milan dopo il Mondiale -, già battuta 1-0 nella fase a gironi, i sovietici giocano una partita sottotono, perdendo l'incontro 2-0 (reti di Gullit e van Basten). l'Olanda, guidata da Rinus Michels, vince l'Europeo.
A Italia '90 l'URSS è inserita nel gruppo B assieme a Romania, all'Argentina di Maradona e al Camerun, l'Unione Sovietica termina il girone all'ultimo posto ed è eliminata dal Mondiale. Dopo il Mondiale, Lytovčenko non è più convocato dall'URSS, contando 57 presenze e 14 gol, collezionando spesso prestazioni positive.
Il 16 ottobre 1993 fa il suo debutto con la maglia dell'Ucraina nell'amichevole contro gli Stati Uniti (1-2). Il 13 novembre 1994 gioca il suo ultimo incontro internazionale, scendendo in campo contro l'Estonia (3-0) da capitano. In totale, gioca 4 incontri senza segnare alcun gol per la Nazionale ucraina. Nel 1995 Kon'kov, CT della Nazionale ucraina discute con il CT dell'U-21 Kolotov perché quest'ultimo rischia di perdere i suoi migliori giocatori, che Kon'kov vorrebbe portare con sé nella Nazionale maggiore: interviene la Federcalcio ucraina che consiglia a Kon'kov di reintegrare in squadra Lytovčenko e Kuznjecov, entrambi ex calciatori della Nazionale sovietica, ma alla fine i due non scenderanno in campo.

## Statistiche

### Presenze e reti nei club
| Stagione             | Squadra              | Campionato           | Campionato | Campionato | Coppe nazionali | Coppe nazionali | Coppe nazionali | Coppe continentali | Coppe continentali | Coppe continentali | Altre coppe | Altre coppe | Altre coppe | Totale | Totale |
| Stagione             | Squadra              | Comp                 | Pres       | Reti       | Comp            | Pres            | Reti            | Comp               | Pres               | Reti               | Comp        | Pres        | Reti        | Pres   | Reti   |
| -------------------- | -------------------- | -------------------- | ---------- | ---------- | --------------- | --------------- | --------------- | ------------------ | ------------------ | ------------------ | ----------- | ----------- | ----------- | ------ | ------ |
| 1981                 | Dnepr                | VL                   | 17         | 2          | CUS             | ?               | 0               | -                  | -                  | -                  | -           | -           | -           | 17+    | 2      |
| 1982                 | Dnepr                | VL                   | 23         | 3          | CUS             | ?               | 0               | -                  | -                  | -                  | -           | -           | -           | 23+    | 3      |
| 1983                 | Dnepr                | VL                   | 24         | 5          | CUS             | 1+              | 1               | -                  | -                  | -                  | -           | -           | -           | 25+    | 6      |
| 1984                 | Dnepr                | VL                   | 33         | 7          | CUS+CUS         | 1+(+)1+         | 1+1             | CC                 | 5                  | 3                  | -           | -           | -           | 40+    | 12     |
| 1985                 | Dnepr                | VL                   | 34         | 7          | CUS             | ?               | 0               | CU                 | 6                  | 2                  | -           | -           | -           | 40+    | 9      |
| 1986                 | Dnepr                | VL                   | 24         | 6          | CUS             | ?               | 0               | CU                 | 2                  | 0                  | CFS         | ?           | ?           | 26+    | 6      |
| 1987                 | Dnepr                | VL                   | 28         | 6          | CUS             | 3+              | 3               | -                  | -                  | -                  | -           | -           | -           | 31+    | 9      |
| Totale Dnepr         | Totale Dnepr         | Totale Dnepr         | 183        | 36         |                 | 6+              | 6               |                    | 13                 | 5                  |             | ?           | ?           | 202    | 47     |
| 1988                 | Dinamo Kiev          | VL                   | 29         | 7          | CUS             | 0               | 0               | CC                 | 0                  | 0                  | -           | -           | -           | 29     | 7      |
| 1989                 | Dinamo Kiev          | VL                   | 29         | 7          | CUS             | 1+              | 1               | -                  | -                  | -                  | -           | -           | -           | 30+    | 8      |
| 1990                 | Dinamo Kiev          | VL                   | 24         | 6          | CUS             | 1+              | 1               | CU+CdC             | 6+4                | 1+3                | -           | -           | -           | 25+    | 6+     |
| Totale Dinamo Kiev   | Totale Dinamo Kiev   | Totale Dinamo Kiev   | 82         | 20         |                 | 2+              | 2               |                    | 10                 | 4                  |             | -           | -           | 94     | 26+    |
| 1990-1991            | Olympiacos           | AE                   | 24         | 1          | CG              | 2               | 1               | CdC                | ?                  | ?                  | -           | -           | -           | 32+    | 12+    |
| 1991-1992            | Olympiacos           | AE                   | 30         | 6          | CG              | 2+              | 2               | -                  | -                  | -                  | -           | -           | -           | 32+    | 8      |
| 1992-1993            | Olympiacos           | AE                   | 27         | 2          | CG              | 1+              | 0               | CdC                | 5                  | 0                  | SG          | 1           | 0           | 34+    | 2      |
| Totale Olympiakos    | Totale Olympiakos    | Totale Olympiakos    | 81         | 9          |                 | 5+              | 3               |                    | 5                  | 0                  |             | 1           | 0           | 92+    | 12     |
| lug.-dic. 1993       | Boryspil             | DL                   | 17         | 3          | -               | -               | -               | -                  | -                  | -                  | -           | -           | -           | 17     | 3      |
| gen.-giu. 1994       | Admira Wacker        | B                    | 10         | 1          | CA              | 2+              | 1               | -                  | -                  | -                  | -           | -           | -           | 12+    | 2      |
| lug.-dic. 1994       | Admira Wacker        | B                    | 9          | 2          | CA              | ?               | ?               | CU                 | 6                  | 1                  | -           | -           | -           | 15+    | 3+     |
| Totale Admira Wacker | Totale Admira Wacker | Totale Admira Wacker | 19         | 3          |                 | 2+              | 1+              |                    | 6                  | 1                  |             | -           | -           | 27+    | 5+     |
| gen.-giu. 1995       | AEL Limassol         | A                    | 8          | 3          | CCY             | ?               | ?               | -                  | -                  | -                  | -           | -           | -           | 8+     | 3+     |
| 1995-1996            | Čornomorec'          | VL                   | 10         | 1          | CUK             | ?               | ?               | -                  | -                  | -                  | -           | -           | -           | 10+    | 1+     |
| Totale carriera      | Totale carriera      | Totale carriera      | 400        | 75         |                 | 15+             | 12              |                    | 34                 | 10                 |             | 1           | 0           | 450+   | 97     |

### Cronologia presenze e reti in nazionale

#### Unione Sovietica
| Cronologia completa delle presenze e delle reti in nazionale ― Unione Sovietica | Cronologia completa delle presenze e delle reti in nazionale ― Unione Sovietica | Cronologia completa delle presenze e delle reti in nazionale ― Unione Sovietica | Cronologia completa delle presenze e delle reti in nazionale ― Unione Sovietica | Cronologia completa delle presenze e delle reti in nazionale ― Unione Sovietica | Cronologia completa delle presenze e delle reti in nazionale ― Unione Sovietica | Cronologia completa delle presenze e delle reti in nazionale ― Unione Sovietica | Cronologia completa delle presenze e delle reti in nazionale ― Unione Sovietica |
| Data                                                                            | Città                                                                           | In casa                                                                         | Risultato                                                                       | Ospiti                                                                          | Competizione                                                                    | Reti                                                                            | Note                                                                            |
| ------------------------------------------------------------------------------- | ------------------------------------------------------------------------------- | ------------------------------------------------------------------------------- | ------------------------------------------------------------------------------- | ------------------------------------------------------------------------------- | ------------------------------------------------------------------------------- | ------------------------------------------------------------------------------- | ------------------------------------------------------------------------------- |
| 28-3-1984                                                                       | Hannover                                                                        | Germania Ovest                                                                  | 2 – 1                                                                           | Unione Sovietica                                                                | Amichevole                                                                      | 1                                                                               |                                                                                 |
| 15-5-1984                                                                       | Kouvola                                                                         | Finlandia                                                                       | 1 – 3                                                                           | Unione Sovietica                                                                | Amichevole                                                                      | -                                                                               | 60’                                                                             |
| 2-6-1984                                                                        | Londra                                                                          | Inghilterra                                                                     | 0 – 2                                                                           | Unione Sovietica                                                                | Amichevole                                                                      | -                                                                               |                                                                                 |
| 19-8-1984                                                                       | San Pietroburgo                                                                 | Unione Sovietica                                                                | 3 – 0                                                                           | Messico                                                                         | Amichevole                                                                      | -                                                                               | 63’                                                                             |
| 12-9-1984                                                                       | Dublino                                                                         | Irlanda                                                                         | 1 – 0                                                                           | Unione Sovietica                                                                | Qual. Mondiali 1986                                                             | -                                                                               |                                                                                 |
| 10-10-1984                                                                      | Oslo                                                                            | Norvegia                                                                        | 1 – 1                                                                           | Unione Sovietica                                                                | Qual. Mondiali 1986                                                             | 1                                                                               |                                                                                 |
| 21-1-1985                                                                       | Kochi                                                                           | Cina                                                                            | 2 – 3                                                                           | Unione Sovietica                                                                | Amichevole                                                                      | 1                                                                               | 65’                                                                             |
| 25-1-1985                                                                       | Kochi                                                                           | Jugoslavia                                                                      | 2 – 1                                                                           | Unione Sovietica                                                                | Amichevole                                                                      | -                                                                               | 46’                                                                             |
| 28-1-1985                                                                       | Kochi                                                                           | Iran                                                                            | 0 – 2                                                                           | Unione Sovietica                                                                | Amichevole                                                                      | -                                                                               |                                                                                 |
| 2-2-1985                                                                        | Kochi                                                                           | Marocco                                                                         | 0 – 1                                                                           | Unione Sovietica                                                                | Amichevole                                                                      | -                                                                               | 46’                                                                             |
| 27-3-1985                                                                       | Tbilisi                                                                         | Unione Sovietica                                                                | 2 – 0                                                                           | Austria                                                                         | Amichevole                                                                      | -                                                                               | 76’                                                                             |
| 17-4-1985                                                                       | Berna                                                                           | Svizzera                                                                        | 2 – 2                                                                           | Unione Sovietica                                                                | Qual. Mondiali 1986                                                             | -                                                                               | 71’                                                                             |
| 2-5-1985                                                                        | Mosca                                                                           | Unione Sovietica                                                                | 4 – 0                                                                           | Svizzera                                                                        | Qual. Mondiali 1986                                                             | -                                                                               | 79’                                                                             |
| 5-6-1985                                                                        | Copenaghen                                                                      | Danimarca                                                                       | 4 – 2                                                                           | Unione Sovietica                                                                | Qual. Mondiali 1986                                                             | -                                                                               | 23’                                                                             |
| 7-8-1985                                                                        | Mosca                                                                           | Unione Sovietica                                                                | 2 – 0                                                                           | Romania                                                                         | Amichevole                                                                      | -                                                                               | 56’                                                                             |
| 22-1-1986                                                                       | Las Palmas                                                                      | Spagna                                                                          | 2 – 0                                                                           | Unione Sovietica                                                                | Amichevole                                                                      | -                                                                               | 75’                                                                             |
| 26-3-1986                                                                       | Tbilisi                                                                         | Unione Sovietica                                                                | 0 – 1                                                                           | Inghilterra                                                                     | Amichevole                                                                      | -                                                                               | 57’                                                                             |
| 23-4-1986                                                                       | Timișoara                                                                       | Romania                                                                         | 2 – 1                                                                           | Unione Sovietica                                                                | Amichevole                                                                      | -                                                                               | 81’                                                                             |
| 9-6-1986                                                                        | Irapuato                                                                        | Unione Sovietica                                                                | 2 – 0                                                                           | Canada                                                                          | Mondiali 1986 - 1º turno                                                        | -                                                                               |                                                                                 |
| 24-9-1986                                                                       | Reykjavík                                                                       | Islanda                                                                         | 1 – 1                                                                           | Unione Sovietica                                                                | Qual. Euro 1988                                                                 | -                                                                               | 83’                                                                             |
| 29-10-1986                                                                      | Sinferopoli                                                                     | Unione Sovietica                                                                | 4 – 0                                                                           | Norvegia                                                                        | Qual. Euro 1988                                                                 | 1                                                                               | 85’                                                                             |
| 29-8-1987                                                                       | Belgrado                                                                        | Jugoslavia                                                                      | 0 – 1                                                                           | Unione Sovietica                                                                | Amichevole                                                                      | -                                                                               | 68’                                                                             |
| 9-9-1987                                                                        | Mosca                                                                           | Unione Sovietica                                                                | 1 – 1                                                                           | Francia                                                                         | Qual. Euro 1988                                                                 | -                                                                               |                                                                                 |
| 23-9-1987                                                                       | Mosca                                                                           | Unione Sovietica                                                                | 3 – 0                                                                           | Grecia                                                                          | Amichevole                                                                      | -                                                                               | 46’                                                                             |
| 10-10-1987                                                                      | Berlino Est                                                                     | Germania Est                                                                    | 1 – 1                                                                           | Unione Sovietica                                                                | Qual. Euro 1988                                                                 | -                                                                               | 60’ 78’                                                                         |
| 28-10-1987                                                                      | Sinferopoli                                                                     | Unione Sovietica                                                                | 2 – 0                                                                           | Islanda                                                                         | Amichevole                                                                      | -                                                                               |                                                                                 |
| 20-2-1988                                                                       | Bari                                                                            | Italia                                                                          | 4 – 1                                                                           | Unione Sovietica                                                                | Amichevole                                                                      | 1                                                                               |                                                                                 |
| 23-3-1988                                                                       | Amarousio                                                                       | Grecia                                                                          | 0 – 4                                                                           | Unione Sovietica                                                                | Amichevole                                                                      | 1                                                                               |                                                                                 |
| 31-3-1988                                                                       | Berlino Ovest                                                                   | Argentina                                                                       | 2 – 4                                                                           | Unione Sovietica                                                                | Amichevole                                                                      | 1                                                                               | 83’                                                                             |
| 2-4-1988                                                                        | Berlino Ovest                                                                   | Svezia                                                                          | 2 – 0                                                                           | Unione Sovietica                                                                | Amichevole                                                                      | -                                                                               |                                                                                 |
| 27-4-1988                                                                       | Trnava                                                                          | Cecoslovacchia                                                                  | 1 – 1                                                                           | Unione Sovietica                                                                | Amichevole                                                                      | -                                                                               |                                                                                 |
| 1-6-1988                                                                        | Mosca                                                                           | Unione Sovietica                                                                | 2 – 1                                                                           | Polonia                                                                         | Amichevole                                                                      | -                                                                               |                                                                                 |
| 12-6-1988                                                                       | Colonia                                                                         | Unione Sovietica                                                                | 1 – 0                                                                           | Paesi Bassi                                                                     | Euro 1988 - 1º turno                                                            | -                                                                               | 21’                                                                             |
| 18-6-1988                                                                       | Francoforte sul Meno                                                            | Inghilterra                                                                     | 1 – 3                                                                           | Unione Sovietica                                                                | Euro 1988 - 1º turno                                                            | -                                                                               |                                                                                 |
| 22-6-1988                                                                       | Stoccarda                                                                       | Unione Sovietica                                                                | 2 – 0                                                                           | Italia                                                                          | Euro 1988 - Semifinale                                                          | 1                                                                               |                                                                                 |
| 25-6-1988                                                                       | Monaco di Baviera                                                               | Paesi Bassi                                                                     | 2 – 0                                                                           | Unione Sovietica                                                                | Euro 1988 - Finale                                                              | -                                                                               | 35’                                                                             |
| 31-8-1988                                                                       | Reykjavík                                                                       | Islanda                                                                         | 1 – 1                                                                           | Unione Sovietica                                                                | Qual. Mondiali 1990                                                             | 1                                                                               |                                                                                 |
| 21-9-1988                                                                       | Düsseldorf                                                                      | Germania Ovest                                                                  | 1 – 0                                                                           | Unione Sovietica                                                                | Amichevole                                                                      | -                                                                               |                                                                                 |
| 19-10-1988                                                                      | Kiev                                                                            | Unione Sovietica                                                                | 2 – 0                                                                           | Austria                                                                         | Qual. Mondiali 1990                                                             | -                                                                               |                                                                                 |
| 21-11-1988                                                                      | Damasco                                                                         | Siria                                                                           | 0 – 2                                                                           | Unione Sovietica                                                                | Amichevole                                                                      | -                                                                               | 65’                                                                             |
| 23-11-1988                                                                      | Al Kuwait                                                                       | Kuwait                                                                          | 0 – 1                                                                           | Unione Sovietica                                                                | Amichevole                                                                      | -                                                                               | 46’                                                                             |
| 27-11-1988                                                                      | Al Kuwait                                                                       | Kuwait                                                                          | 0 – 2                                                                           | Unione Sovietica                                                                | Amichevole                                                                      | -                                                                               | 55’                                                                             |
| 21-2-1989                                                                       | Sofia                                                                           | Bulgaria                                                                        | 1 – 2                                                                           | Unione Sovietica                                                                | Amichevole                                                                      | -                                                                               |                                                                                 |
| 22-3-1989                                                                       | Eindhoven                                                                       | Paesi Bassi                                                                     | 2 – 0                                                                           | Unione Sovietica                                                                | Qual. Mondiali 1990                                                             | -                                                                               |                                                                                 |
| 26-4-1989                                                                       | Kiev                                                                            | Unione Sovietica                                                                | 3 – 0                                                                           | Germania Est                                                                    | Qual. Mondiali 1990                                                             | 1                                                                               |                                                                                 |
| 10-5-1989                                                                       | Istanbul                                                                        | Turchia                                                                         | 0 – 1                                                                           | Unione Sovietica                                                                | Qual. Mondiali 1990                                                             | -                                                                               |                                                                                 |
| 31-5-1989                                                                       | Mosca                                                                           | Unione Sovietica                                                                | 1 – 1                                                                           | Islanda                                                                         | Qual. Mondiali 1990                                                             | -                                                                               |                                                                                 |
| 6-9-1989                                                                        | Vienna                                                                          | Austria                                                                         | 0 – 0                                                                           | Unione Sovietica                                                                | Qual. Mondiali 1990                                                             | -                                                                               |                                                                                 |
| 8-10-1989                                                                       | Karl-Marx-Stadt                                                                 | Germania Est                                                                    | 2 – 1                                                                           | Unione Sovietica                                                                | Qual. Mondiali 1990                                                             | 1                                                                               |                                                                                 |
| 15-11-1989                                                                      | Sinferopoli                                                                     | Unione Sovietica                                                                | 2 – 0                                                                           | Turchia                                                                         | Qual. Mondiali 1990                                                             | -                                                                               |                                                                                 |
| 20-2-1990                                                                       | Los Angeles                                                                     | Colombia                                                                        | 0 – 0 dts (4 – 2 dtr)                                                           | Unione Sovietica                                                                | Amichevole                                                                      | -                                                                               |                                                                                 |
| 22-2-1990                                                                       | Los Angeles                                                                     | Costa Rica                                                                      | 1 – 2                                                                           | Unione Sovietica                                                                | Amichevole                                                                      | 1                                                                               |                                                                                 |
| 28-3-1990                                                                       | Kiev                                                                            | Unione Sovietica                                                                | 2 – 1                                                                           | Paesi Bassi                                                                     | Amichevole                                                                      | -                                                                               |                                                                                 |
| 16-5-1990                                                                       | Ramat Gan                                                                       | Israele                                                                         | 3 – 2                                                                           | Unione Sovietica                                                                | Amichevole                                                                      | 1                                                                               |                                                                                 |
| 9-6-1990                                                                        | Bari                                                                            | Romania                                                                         | 2 – 0                                                                           | Unione Sovietica                                                                | Mondiali 1990 - 1º turno                                                        | -                                                                               | 66’                                                                             |
| 13-6-1990                                                                       | Napoli                                                                          | Argentina                                                                       | 2 – 0                                                                           | Unione Sovietica                                                                | Mondiali 1990 - 1º turno                                                        | -                                                                               | 74’                                                                             |
| 18-6-1990                                                                       | Bari                                                                            | Camerun                                                                         | 0 – 4                                                                           | Unione Sovietica                                                                | Mondiali 1990 - 1º turno                                                        | -                                                                               | 72’                                                                             |
| Totale                                                                          |                                                                                 | Presenze                                                                        | 57                                                                              |                                                                                 | Reti                                                                            | 13                                                                              |                                                                                 |

#### Ucraina
| Cronologia completa delle presenze e delle reti in nazionale ― Ucraina | Cronologia completa delle presenze e delle reti in nazionale ― Ucraina | Cronologia completa delle presenze e delle reti in nazionale ― Ucraina | Cronologia completa delle presenze e delle reti in nazionale ― Ucraina | Cronologia completa delle presenze e delle reti in nazionale ― Ucraina | Cronologia completa delle presenze e delle reti in nazionale ― Ucraina | Cronologia completa delle presenze e delle reti in nazionale ― Ucraina | Cronologia completa delle presenze e delle reti in nazionale ― Ucraina |
| Data                                                                   | Città                                                                  | In casa                                                                | Risultato                                                              | Ospiti                                                                 | Competizione                                                           | Reti                                                                   | Note                                                                   |
| ---------------------------------------------------------------------- | ---------------------------------------------------------------------- | ---------------------------------------------------------------------- | ---------------------------------------------------------------------- | ---------------------------------------------------------------------- | ---------------------------------------------------------------------- | ---------------------------------------------------------------------- | ---------------------------------------------------------------------- |
| 16-10-1993                                                             | High Point                                                             | Stati Uniti                                                            | 0 – 0                                                                  | Ucraina                                                                | Amichevole                                                             | -                                                                      | 46’                                                                    |
| 20-10-1993                                                             | San Diego                                                              | Messico                                                                | 2 – 1                                                                  | Ucraina                                                                | Amichevole                                                             | -                                                                      | 70’                                                                    |
| 23-10-1993                                                             | Betlehem                                                               | Stati Uniti                                                            | 0 – 1                                                                  | Ucraina                                                                | Amichevole                                                             | -                                                                      | 85’                                                                    |
| 13-11-1994                                                             | Kiev                                                                   | Ucraina                                                                | 3 – 0                                                                  | Estonia                                                                | Qual. Euro 1996                                                        | -                                                                      | cap.                                                                   |
| Totale                                                                 |                                                                        | Presenze                                                               | 4                                                                      |                                                                        | Reti                                                                   | 0                                                                      |                                                                        |

## Palmarès

### Giocatore

#### Club
- Campionato sovietico: 2

Dnipro: 1983
Dinamo Kiev: 1990
- Kubok Federacii SSSR: 1

Dnepr: 1986
- Coppa dell'URSS: 1

Dinamo Kiev: 1989-1990
- Coppa di Grecia: 1

Olympiakos: 1991-1992

#### Individuale
- Calciatore sovietico dell'anno: 1

1984
- Calciatore ucraino dell'anno: 1

1984